# Полуй (притока Старої)
Полу́й (Полугируцай) — річка в Українських Карпатах, у межах Мукачівського району Закарпатської області. Ліва притока Старої (басейн Латориці).

## Опис
Довжина 24 км, площа басейну 79 км². Похил річки 19 м/км. Річка типово гірська у верхній та середній течії (в межах Карпат) і типово рівнинна в пригирловій частині (в межах Закарпатської низовини). У гірській частині річкова долина вузька і глибока, у низинній частині — широка; долина заліснена у верхній течії. Річище слабозвивисте, в пониззі каналізоване і місцями випрямлене.

## Розташування
Утворюється злиттям потоків Ланжик та Ростимир нижче с. Бобовище, протікає біля населених пунктів Лохове і Чопівці. Тече спершу переважно на південь, у пониззі — на захід (місцями на північний захід). Впадає до Старої неподалік від східної околиці села Чабанівка.